# Ханой Хилтон (фильм)
«Ханой Хилтон» (англ. The Hanoi Hilton) — военная драма режиссёра Лайонела Четвинда, снятая в 1987 году.

## Сюжет
Капитан-лейтенант Уильямсон попадает в тюрьму Хоало, где содержатся американские пилоты, которые дали ей прозвище «Ханой Хилтон». В тюрьме солдат ждёт непростая борьба за сохранение себя и своего достоинства.

## В ролях
- Майкл Мориарти — капитан-лейтенант Уильямсон[1]
- Джон Эдвин Шоу — Мейсон
- Кен Райт — Кеннеди
- Пол Ле Мэт — Эрл Хабман
- Дэвид Соул — майор Олдхэм
- Даг Сэвант — Эшби
- Джеффри Джонс — майор Фишер
- Лоуренс Прессман — полковник Кэтчерт
- Аки Алеонг — майор Нго Док

## Прокат и релиз на DVD
Фильм заработал менее 1 миллиона долларов в свой первоначальный кинопрокат, но выпущенный студией на VHS он приобрел культовый статус, особенно среди ветеранов вьетнамской войны.
В DVD релиз фильма ожидался в течение некоторого времени в 2008 году, с пакетом, включающим в себя интервью бывшего заключённого тюрьмы и кандидата в президенты США Джона Маккейна. Однако выпуск фильма был приостановлен компанией Warner Bros. из-за Маккейна, дабы не оказаться частью политической агитации. В течение недели после президентских выборов релиз на DVD состоялся.

## Критика
- Рецензия Дессона Хоу в Washington Post
- Рецензия Риты Кемпли в Washington Post
- Рецензия Винсента Кэнби в The New York Times